# Galeodes vittatus
Espèce
Synonymes
- Galeodellus vittatus Roewer, 1941

Galeodes vittatus est une espèce de solifuges de la famille des Galeodidae.

## Distribution
Cette espèce est endémique d'Iran.

## Description
Le mâle holotype mesure 29 mm.

## Publication originale
- Roewer, 1941 : Solifugen 1934-1940. Veröffentlichungen aus dem Deutschen Kolonial und Uebersee-Museum in Bremen, vol. 3, no 2, p. 97-192 (texte intégral).